# 下位香代子
下位 香代子（しもい かよこ）は、日本の化学者・環境学者（生化学・生体機能学・環境トキシコロジー）。学位は、学術博士（奈良女子大学・1990年）。静岡県立大学名誉教授・食品栄養科学部客員教授・大学院食品栄養環境科学研究院附属茶学総合研究センター客員研究員。

## 来歴

### 生い立ち
奈良女子大学に進学し、理学部の化学科にて化学を学んだ。1976年、奈良女子大学を卒業し、理学士の称号を取得した。なお、1990年に、「植物成分中の突然変異修飾因子の検索とその作用機構に関する研究」により、奈良女子大学大学院の人間文化研究科から学術博士の学位を授与された。

### 研究者として
1979年、国立遺伝学研究所に採用され、補助研究員として勤務した。1983年には静岡薬科大学に転じ、薬学部の助手を務めた。その後、静岡薬科大学が静岡女子大学や静岡女子短期大学と統合され、新たに静岡県立大学が設置されると、引き続き薬学部の助手として勤務した。1991年、静岡県立大学の薬学部から食品栄養科学部に異動し、そちらでも助手を務めた。1997年、静岡県立大学の食品栄養科学部にて、講師に昇任した。2001年、静岡県立大学の食品栄養科学部から環境科学研究所に異動するとともに、助教授に昇任した。2005年、静岡県立大学の環境科学研究所にて教授に就任した。環境科学研究所においては、生体機能学研究室を担当した。また、静岡県立大学の大学院にて、生活健康科学研究科の環境物質科学専攻の教授も同時に兼務していた。2012年、大学院の生活健康科学研究科と薬学研究科が統合され、2研究院1学府に再編された。それにともない、新たに発足した食品栄養環境科学研究院の教授を兼務することになった。2014年、環境科学研究所が発展的に解消されることになり、食品栄養科学部に環境生命科学科が新設され、大学院の食品栄養環境科学研究院に附属食品環境研究センターが新設された。それにともない、環境科学研究所から食品栄養科学部に異動し、こちらの教授が本務となった。2019年3月31日、静岡県立大学の教授を退任した。その後、静岡県立大学の食品栄養科学部にて客員教授を務めるとともに、大学院の食品栄養環境科学研究院に設置されている附属茶学総合研究センターの客員研究員を務めた。また、静岡県立大学より名誉教授の称号が授与された。

## 研究
奈良女子大学では理学部の化学科に在籍しており、化学を専攻してきた。現在は生化学、生体機能学、および、環境トキシコロジーといった領域を中心に研究しており、生化学を中心に毒性学や環境学などとも関連する分野の研究を行っている。
具体的には、内分泌攪乱物質などの環境化学物質と、心身に対するストレスについての研究に取り組んでいる。環境化学物質やストレスを測定する指標となり得るバイオマーカーを研究しており、それらの生成の機序や、それらを利用しての評価手法の確立に取り組んでいる。また、悪性新生物のように、環境化学物質やストレスによって引き起こされる疾病についても、病態の進行や予防についての研究を行っている。
なお、内分泌攪乱物質だけでなく、植物に由来するポリフェノールなども含めた外因性因子、さらには、エストロゲンなどを含む内因性因子についても、その代謝や解毒について、広く研究している。一例として、静岡県榛原郡川根町（のちの静岡県島田市）と静岡県小笠郡大東町（のちの静岡県掛川市）を対象地域として取り上げ、植物由来のポリフェノ-ルの摂取と健康指標に関する調査を実施している。また、佐鳴湖についての研究も行っており、かつて大量に棲息していたシジミが死滅した経緯について、蛋白質などの生体因子の観点から解明しようと試みている。下位の研究業績に対しては、日本環境変異原学会より研究奨励賞などが授与されている。2000年には岩堀惠祐ほか6名の共著論文（下位は第5著者）として発表した1999年に発表した論文「環境微生物を用いたコメットアッセイ操作条件の実験的検討」に対し日本水処理生物学会論文賞が与えられた。また、2010年にBioscience, Biotechnology, and Biochemistryにて、加藤綾子ほか9名の共著論文（下位は第7著者）として発表した論文に対して、日本農芸化学会からBBB論文賞が与えられている。2013年には、「植物成分の抗変異原性効果に関する遺伝学的生化学的研究」により、日本環境変異学会から学会賞が授与されている。2015年3月には、これまでの業績が評価され静岡県立大学学長表彰を受けた。
学会としては、日本環境変異原学会、日本農芸化学会、日本フードファクター学会、日本生化学会、日本癌学会、日本薬学会、American Association for Cancer Researchなどに所属し、日本環境変異原学会では評議員や第一編集委員会委員などを務め、日本フードファクター学会では理事を務めた。学会以外の公職としては、食品農医薬品安全性評価センター（のちに公益財団法人化）にて評議員を務め、望月喜多司記念賞の選考委員などを兼任した。

## 人物
自身個人の趣味としては、絵画の鑑賞や旅行を挙げている。また、信条として「しなやかに、したたかに。そして、寛容であれ。」 を挙げている。幼少期のあだ名は”くまちゃん”である。

## 略歴
- 1976年 - 奈良女子大学理学部卒業。
- 1979年 - 国立遺伝学研究所補助研究員。
- 1983年 - 静岡薬科大学薬学部助手。
- 1987年 - 静岡県立大学薬学部助手。
- 1991年 - 静岡県立大学食品栄養科学部助手。
- 1997年 - 静岡県立大学食品栄養科学部講師。
- 2001年 - 静岡県立大学環境科学研究所助教授。
- 2005年 - 静岡県立大学環境科学研究所教授。
- 2005年 - 静岡県立大学大学院生活健康科学研究科教授。
- 2012年 - 静岡県立大学大学院食品栄養環境科学研究院教授。
- 2014年 - 静岡県立大学食品栄養科学部教授。
- 2019年 - 静岡県立大学食品栄養科学部客員教授。
- 2019年 - 静岡県立大学大学院食品栄養環境科学研究院附属茶学総合研究センター客員研究員。
- 2019年 - 静岡県立大学名誉教授。

## 賞歴
- 1995年 - 日本環境変異原学会研究奨励賞[23]。
- 2000年 - 日本水処理生物学会論文賞。- 岩堀惠祐ほか6名の共著論文（下位は第5著者）に対して
- 2010年 - BBB論文賞。- 加藤綾子ほか9名の共著論文（下位は第7著者）に対して
- 2013年 - 日本環境変異学会学会賞。
- 2015年 - 静岡県立大学学長表彰。

## 著作

### 共著
- 土木学会衛生工学委員会編『環境微生物工学研究法』技報堂出版、1993年。ISBN 9784765531290
- 大沢俊彦編『がん予防食品の開発』シーエムシー、1995年。ISBN 9784882311232
- 黒田行昭編『抗変異原・抗発がん物質とその検索法』講談社、1995年。ISBN 9784061536401
- 大澤俊彦・大東肇・吉川敏一監修『がん予防食品――フードファクターの予防医学への応用』シーエムシー、1999年。ISBN 9784882310563
- 食品総合研究所編『老化抑制と食品――抗酸化・脳・咀嚼』アイピーシー、2002年。ISBN 9784901493192
- 村松敬一郎ほか編『茶の機能――生体機能の新たな可能性』学会出版センター、2002年。ISBN 9784762229916
- 高宮和彦編集委員長『色から見た食品のサイエンス』サイエンスフォーラム、2004年。ISBN 9784916164698
- 吉川敏一・辻智子編集『医療従事者のための機能性食品ガイド』完全版、講談社、2004年。ISBN 9784062125727

### 論文
- 下位香代子『環境中および生体内で生成するハロゲン置換体の解毒体謝と乳癌発生への影響』下位香代子（文部科学省科学研究費補助金研究成果報告書 科研費課題番号 14580570 基盤研究(C)）[24]
- Yasushi K. NAKAMURA, et al., "S-Methyl Methanethiosulfonate, Bio-antimutagen in Homogenates of Cruciferae and Liliaceae Vegetables", Bioscience, Biotechnology, and Biochemistry, Vol.60, No.9, Japan Society for Bioscience, Biotechnology, and Agrochemistry, 1996, pp.1439-1443.
- Ayako KATO, et al., "Proteomic Identification of Serum Proteins Associated with Stress-Induced Gastric Ulcers in Fasted Rats", Bioscience, Biotechnology, and Biochemistry, Vol.74, No.4, Japan Society for Bioscience, Biotechnology, and Agrochemistry, 2010, pp.812-818.
- Aya KAGEYAMA, et al., "Genistein Regulated Serotonergic Activity in the Hippocampus of Ovariectomized Rats under Forced Swimming Stress", Bioscience, Biotechnology, and Biochemistry, Vol.74, No.10, Japan Society for Bioscience, Biotechnology, and Agrochemistry, 2010, pp.2005-2010.

## 社会的活動
- 食品安全委員会 動物用医薬品専門調査会 専門委員[25]
- 食品安全委員会 肥料・飼料等専門調査会 専門委員[26]
- 静岡県試験研究機関外部評価委員会 委員[27]
- 静岡県事業評価監視委員会 委員[28]
- 静岡市開発審査会 委員[29]
- 静岡市土地利用審査会 委員[30]
- 静岡市行財政改革推進審議会 委員[31]
- 日本学術振興会 科学研究費助成事業 第1段審査委員（2007年 - 2008年）[32][33]
- 日本学術振興会 科学研究費委員会 評価協力者（2010年 - 2011年）[34][35]